# الفريش
الفريش: الفُرَيش (سابقا: بئر درويش) هي قرية من قرى المملكة العربية السعودية وتتبع لإمارة منطقة المدينة المنورة، اشتهرت قديما بأنها أول محطة للقوافل للخارج من المدينة والاخيرة للذاهب إليها. كانت تعرف أيضا باسم بئر درويش في العهد العثمانى.

## الجغرافيا
تقع في غرب المدينة المنورة على مسافة 40 كلم تقريباً، ويمر من وسطها وادي يحمل نفس اسمها (وادي الفريش) الذي يصب في وادي ملل المتجه شمال المدينة المنورة إلى وادي الحمض.
يقسم الفريش مجرى السيل إلى قسمين، قسم يسكنه فخذ الجميلي من قبيلة الرحلة من حرب وهو الذي فيه السوق القديم قرب جبل الفند والقسم الآخر يسكنه فخذ الوبري من قبيلة الرحلة من حرب وهو القريب من شعيب اللاوي الذي يسيل من جبل القنور ويعتبر أعلى جبل بمنطقة الفريش ومن أعلى هذا الجبل ترى أنوار المدينة المنورة.
يحدها من الشرق المدينة المنورة ومن الغرب وادي الصفراء والمسيجيد والسدارة والروحاء. سميت بالفريش لأنها تقع في أرض منبسطة وتحيطها ثلاثة جبال مشهورة وهي جبل القنور من الشرق، وجبل عوير (يسمى جبل عار حالياً) من الغرب، ومن الشمال الغربي جبل الفند.

## الفُرَيش قديما
منذ مئات السنيين سافرت قوافل المسافرين من تجار وحجاج ومعتمرين وكذلك الجيوش المحاربة عبر درب (طريق) يربط مابين المدينة ومكة ومدن وقرى ساحل بحر القلزم (الأحمر)، وكانت تلك القوافل تسير يوميا مسافة 30 ميل تقريبا (45كلم) لتتوقف بعدها للراحة وتناول الطعام، وكانوا يختارون مواقع راحتهم واستراحتهم بكل عناية وحرص ويراعوان ان تكون قريبة من مصادر المياه وبعيدا عن الاودية ومجاري السيول التي قد تشكل خطر على حياتهم وعلى رواحلهم وتجارتهم. ومن هنا نشأت محطات القوافل والتي أصبحت ملتقى تجاريا واجتماعيا وإعلاميا للقوافل المغادرة والقادمة.
أن أول محطة استراحة لتلك القوافل الخارجة من المدينة وأخر محطة للقادم إليها قرية عرفت في هذه المنطقة قديما باسم السيّآلة ويقال بأن الملك التبع اليماني هو من اسماها بهذا الاسم، وذلك عندما كان عائدا من غزو يثرب، حيث تصادف مروره في هذا المنطقة مع مرور سيول عظيمة قطعت عليه الطريق فتوقف جيشه في تلك المنطقة التي اسماها بالسيالة لكثرة سيولها، وكان هذا التوقف بمثابة اللبنة الأولى وحجر الأساس لنشأة السيالة. كما قيل انها سميت بالسيالة لكثرة السيول التي تمر بها وقد ذكرها كثير من المؤرخون في كتبهم وحددها البكري بأنها تبعد عن المدينة تسعة وعشرون ميلاً (تقريبا). وعبر مئات السنيين أصبحت السيّآلة عامرة بالسكان لتوفر مصادر الماء من آبار وعيون وسواقي.
الرسول ﷺ في السيّآلة
- ذكر ابن هشام في سيرته بأن الرسول ﷺ مرّ عليها في السنة الثانية من الهجرة وهو متوجه بأصحابه إلى بدر، وكذلك مرّ عليها سنة ست من الهجرة في غزوته لبني لحيان.
- وذكر الواقدي أن النبي ﷺ أصبح بملل وتعشى بالسيالة وهو في طريقة الي غزوة الحديبية وكذلك في فعل حجة الوداع.
- وفي حديث عائشة : أصبح رسول الله ﷺ يوم الأحد بملل على ليلةٍ من المدينة، ُثم راح فتعشى بشرف السيّآلة وصلى الصبح بعرق الظيبة. الحازمي الهمداني-الأماكن أو ما اتفق لفظه وافترق مسماه من الامكنة

موقع السيّآلة بالنسبة للفريش
لقد اندثرت قرية السيالة واختلف الكثير على تحديد موقع السيّآلة، ولم يبقى لنا الاما كتبه لنا المؤرخون من وصف: 
- مابين السيالة وملل أربعة أميال، وملل أدنى إلى المدينة، وأن أول السيالة هو إذا قطعت فرش ملل، وأنت مغرّب وكانت صخيرات اليمام عن يمينك، ثم رجعت على يسارك واستقبلت القبلة فهذه السيالة.
- وقال الاسدي: وبين السيالة والروحاء أحد عشر ميلاً، وبينها وبين ملل سبعة أميال، وعلى ميل منها عين، والجبل الأحمر الذي يسرة الطريق حين يخرج من السيالة يقال له ورقان.
- وقال البكري: السيالة قرية جامعة، بينها وبين المدينة تسعة وعشرون ميلاً، وهي الطريق منها إلى مكة، وبين السيالة وملل أربعة أميال، وملل أدنى إلى المدينة.

من المعطيات التي تركها لنا المؤرخون يمكننا تحديد موقع السيّآلة بأنه يبعد 2 كلم شمال غرب الفريش. بعد اندثارها تحول مسار الحجاج إلى الفريش وعرفت بهذا الاسم منذ أواخر القرن التاسع وأوائل القرن العاشر الهجري، وحينها أصبحت الفريش أول مرحلة من مراحل السفر على طريق القوافل والمعروف بالدرب السلطاني للخارج من المدينة إلى مكة المكرمة.
ونتيجة لموقع السيالة المتوسط بين أراضي القبائل المحيطة بها، ولأنها أول مرحلة للمسافرين إلى مكة، وآخر مرحلة للقادمين إلى المدينة، كل ذلك أعطاها أهمية إدارية وتجارية، قال ابن هرمة في وصف تلك الأماكن:

## المواقع التاريخية
في الفريش مواقع لها تاريخ قديم منذ هجرة النبي محمد وهي:

### مَرَيَيْنُ
لوادي الفريش فرعان كبيران، يقال لكل منهم مرا، أحدهم من ناحية الشرق ويوازي جبل القنور، والاخر من جهة الغرب موازيا لجبل الفند، ويلتقي هذان الفرعان في المنطقة الفاصلة بين مستوصف الفريش وإمارة الفريش بمريين وهو اسم تثننية لفرعي مرا، حيث التقى مرا الغربي بمرا الشرقي وأصبحوا مريين من وادي الفريش. ويعتبر الكوبري الذي بعد مستوصف الفريش هو معبر مرا الشرقي نحو مريين، والكوبري الذي قبل إمارة الفريش هو معبر مرا الغربي نحو مريين. ويسير مريين باتجاه الشمال لمسافة 7كلم حتى يصل منطقة الغميس (غميس الحمام).
تثنية مرى: وهما - في الأصل - رافدان من روافد وادي الفريش، يقال لكل منهما: «مرا». وهو موضع بين تربان وغميس الحمام.
قال عاتق بن غيث البلادي:
- مريين تثنية مرى: وردت في النص المقدم في تربان، وهما في الأصل رافدان من روافد وادي الفريش، يقال لكل منهما: «مرا».

قال ابن مقبل الليثي:
ثم أطلق الاسم على سهل واسع كان زراعيا، يكثر ذكره في كتب المتقدمين، يجتمع فيه واديا الفريش وغميس الحمام. ونظرا لأنه من الأماكن المهمة حول المدينة أفردت له فصلا مطولا، ومخططا توضيحيا في كل من «معجم معالم الحجاز» و«على طريق الهجرة». تبعد «مريين» عن المدينة قرابة «45» كيلا جنوبا على يمين الطريق إلى مكة، بسفح جبل «عبود» الغربي، ويشرف عليها من الشمال جبل «صفر» والحديث عنها بأوفى من هذا وأكثر تفصيلا في كتاب «على طريق الهجرة».
قال ابن منظور:
- يين: اسم بلد; عن كراع، قال: ليس في الكلام اسم وقعت في أوله ياءان غيره. وقال ابن جني: إنما هو يين، وقرنه بددن. قال ابن بري: ذكر ابن جني في سر الصناعة أن يين اسم واد بين ضاحك وضويحك، جبلين أسفل الفرش.[6]

### السيّآلة
وهي محطة لرسول الله ﷺ، ثم اتخذها الحاج محطة. وقد اندثرت هذه القرية بفعل السيول وانتقل موقع المحطة لمسافة 2 كم جنوبا لتنشأ محطة جديدة وهي الفريش حاليا.

### تُـرْبَانُ
تربان (بضم أوله، وإسكان ثانيه، وبالباء المعجمة بواحدة، على وزن فعلان). وادي من روافد وادي ملل وتقع بين ملل والسيّآلة على المحجة، وذكر الواقدي، ، ان تُربان، واد بين الحفيرة وملل وكانت منزل الشاعر عروة بن أذينة.
- قال أبو زياد: هو واد به مياه كثيرة، وأنشد: نظرت بمفضى سيل تربان نظرة *** هل الله لى قبل الممات يعيدها [9]
- قال الاصمعي: تربان: على ثمانية عشر ميلا من المدينة، على طريق مكة.[9]
- قال حسّان:[10]

قال یاقوت الحموی: تربان قريه من ملل على ليله من المدينة قال ابن مقبل:
وورد في شرح نهج البلاغة ان سعد بن أبي وقاص قال لما كنا بتربان قال لي رسول الله ﷺ يا سعد انظر إلى الظبي فأفوق له بسهم- وقام رسول الله ﷺ فوضع رأسه بين منكبي وأذني- ثم قال اللهم سدد رميته- قال فما أخطأ سهمي عن نحره- فتبسم رسول الله ﷺ وخرجت أعدو فأخذته وبه رمق فذكيته- فحملناه حتى نزلنا قريبا- وأمر به رسول الله ﷺ فقسم بين أصحابه.

### صخيرات اليَمام
جبل صغير، أعلاه قطعة صخر واحدة داكنة اللون، وهو يقع في آخر الفرش من جهة الجنوب الغربي، ثم بعده مباشرة السيالة؛ وقد سلك رسول الله ﷺ هذا الطريق حينما توجه بأصحابه لغزوة بدر.
- قال ياقوت صخيرات: تصغير جمع صخرة، وهي صخيرات الثمام، بالثاء المثلثة المضمومة، الثمامة بلفظ واحدة الثمام، وهو نبت ضعيف له خوص أو شبه بالخوص وربما حشيت به الوسائد: وهو منزل رسول الله، إلى بدر، وهو بين السيالة وفرش، وفي المغازي: صخيرات اليمام، السيالة وفرش، وفي المغازي: صخيرات اليمام، بالياء آخر الحروف، ذكرت في غزاة بدر وفي غزاة ذات العشيرة، وقال ابن إسحاق: مر، «عليه الصلاة والسلام، على تربان ثم على ملل ثم على غميس الحمام من مريين ثم على صخيرات اليمام ثم على السيالة».[11]

### غَمِيسُ الْحَمَام
مضاف إلى الحمام الطير المعروف، ويقع بعد جبل عبّود مباشرة، بين ملل وصخيرات اليَمام وهو مجرى سيل، يكثر فيه شجر السيال والسَّلم، والسَّمْر، وكان به غدير يجتمع فيه الماء ويُطيل. ويتجه سيله من الغرب إلى الشرق ثم إلى الشمال ليلتقي بأسفل ملل قرب جبل عدنة، الواقع أسفل الفرش. وكان الطريق إلى مكة وبدر يمر بغميس الحمام ثم ينصب باتجاه السيالة إلى عهد قريب، إلا أن الطريق المعبد الآن ينتحي جنوباً عنه بمسافة ويرى منه باتجاه الشمال. ويعرف اليوم باسم الغميس بدون إضافة إلى الحمام وقد ذكرها الحازمي:”بـ غميس الحمايم، وصخيرات اليمامة”. قال كثير عزة الشاعر:

## المعارك الحربية
وقعت معارك حربية كثيرة في الفريش ومن تلك المعارك المشهورة والمثبتة وقعائها تاريخيا:
- وقعة الفريش والتي حدثت في سنة 963هـ، وكانت مابين كل من قبائل حرب والضفير وعنزة من جهة ضد والي المدينة السيد مانع الحسيني.
- معركة الفريش الأولى سنة 1254هـ:

حدثت بين قبائل مسروح من قبيلة حرب اثر قيامهم بثورة عارمة ضد عساكر محمد علي باشا في الحجاز وذلك في منتصف سنة 1254هـ.
- معركة الفريش الثانية سنة 1254هـ:

وهي تسلسل لاحداث المعركة الأولى.
- معارك الثورة العربية الكبرى (1916-1918) في الحجاز، وبغرض حصار المدينة، تحركت القوى الهاشمية من رابغ بقيادة الأمير علي وقصدوا قوات الترك في بئر درويش وقاتلوهم واستمر القتال ثلاثة أيام ظفر فيها الجيش العربي الهاشمي ببئر درويش ومجزان، وتراجع فخري باشا إلى «آبار علي» وكان مجموع القوات التركية (14000) أربعة عشر ألف جندي في المدينة.[13]
- في العاشر يناير عام 1919 قام فخري باشا والي المدينة بالذهاب للفريش، وتسليم نفسه مع اركان حربه وكبار ضباطه. الي قوات الشريف عبد الله بن الشريف حسين المعسكرة في الفريش (بئر درويش). ان فخري باشا، وبعد استسلامه استقبله الشريف عبد الله بن الشريف حسين في بئر درويش، استقبالا رسميا، حرص على أن يرضى به كرامة الرجل وكبرياءه بالحفاوة البالغة والموافقة على كل شرط من شروطه دون أي نقاش. وينتهي بذلك الحكم العثماني في الحجاز.[14]

## الفريش في الشعر
ذكرت الفريش في اشعار كثيرة، ولعل أشهر بيت ورد فيه اسم الفريش هو:
فهذا البيت الشعري قد تغنى به السابقون من جمالة وقوافلهم تطرق دروب الصحراء ولعب على كلماته اللاعبون في ملاعب الخبيتي وعلى صوت طرق الزير وفي مجالس الطرب الشعبي وتغنى به اللاحقون من المطربين المعاصرين.
- وقال نصيب:[15][16]

### كثير عزة
الشاعر كثير عزة، والذي ولد في آخر خلافة يزيد بن معاوية، والذي كفله عمه بعد موت أبيه وكلفه رعي قطيع له من الإبل. عاش في تربان وفرش ملل والفريش، وذكر تلك المواقع في كثير من قصائده، ومنها:
وأيضا:

## الآثار التاريخية
- تحوي الفريش الكثير من الآثار القديمة وخاصة المنقوشات الخطية في جبل عار والتي تعرضت للتخريب والتدمير من قبل شركة أعطيت لها حقوق أعمال استخراج الرخام من الصخور، فقامت الشركة بتكسير تلك الصخور وتدمير النقوش الكتابية التي دونت منذ أكثر من 1400 عام. في ظل غياب «الهيئة العامة للسياحة والتراث الوطني» وكذلك غياب الأسلوب العلمي الصحيح في التنقيب وتضييع الفرصة للمحافظة أو على الأقل تسجيل التراث الإنساني بكل دقة وأمانة.
- كذلك فأن المناطق التي تضم قرى اندثرت مثل السيالة وسويقة أصبحت محاجر لاستخراج الرمال حيث حفرت لاعماق فد تصل الي 50 متر مما دمر الكثير من الآثار والمعالم وفوت الفرصة على الباحثين في تحديد أماكنها وتاريخها.

## قرى وامكنة تابعة لمركز الفريش
- نديفة: ويسكنها ذوي سنيان من الوبارة.
- شبرقه
- الجفر
- أبا العريج
- عقلة الصيفي

الغريض
- ملل
- حزرة
- المضيبعه
- سفى
- العويقل صماخ
- حارة المراشده (المضييق)
- الفرع (فرع الردّادي) أو (فرع المُسَوّر)
- اللحيان
- مزارع وادي ملل الشمالي
- الدّوداء وهي لذوي سنيان من الوبارة
- مرا
- عشاش
- الرمث
- حورة
- حويرة
- أبو طويل
- الودى
- ضبوعه
- صمد ظلمان
- السطيحة
- عار
- عوير
- الرحبة
- الرغائب

## الآبار
- بئر الصائغ
- بئر الصّفا (بئر مرزوق)
- بئر عار

## الأودية والشعاب
- وادى الرحبة
- وادي محلف
- شعيب ميراد الثاجه
- شعيب علقه
- شعيب الميراد
- شعيب النخلة

## الجبال
- جبل الفند: والفِنْدُ: هو الحَجَرُ العظيمُ الناتئ في الجبل.[17] وهو سبب تسميتة بالفند.
- جبل القنور: (القَنَوَّر: الضَّخْم الرَّأْس).[18] يقع إلى الشرق من الفريش.
- جبل عبود: وعبود بن الفريش وصدر ملل وبطرق عبود عين الحسن بن زيد منقطعة.
- جبل ضويحك: وضويحك: «بلفظ التصغير»: جبل أسفل الفرش.[19] وهو يناوح ضاحكا، بينهما وادي بين.[20][21]
- جبل ضاحك: وضاحك (اسم فاعل من ضحك): بين الفريش وبين الضياف وقد ذكره الشاعر عروة بن أذينة مقرونا مع عبود فقال:

وقال جرير
- جبل صفّرٍ

قال نصيب

## البيئة وحماية الحياة الفطرية
هناك انتهاكات خطيرة على البيئة والحياة الفطرية في منطقة الفريش، تتمثل أبرزها في:
1. مناهل استخراج الرمال: حيث تعرضت المنطقة لجرف كميات هائلة من الرمال (تتجاوز 100 مليون م3) لاستخدامها في عمليات البناء والصناعة، مما ادى الي جرف الغطاء النباتي والاشجار وجرف المعالم الاثرية من عيون وقرى اثرية مثل (السيالة، وسويقة) مما فوت على المختصين البحث عن تلك المعالم والاثار والتي ارتبطت مهمة. وذكر تقرير لصحيفة عكاظ ان 59 شركة مخالفة من أصل 60 تعمل في استخراج الرمل في المنطقة، فيما أوصى تقرير رسمي صادر عن إمارة منطقة المدينة المنورة بضرورة استبدال موقع الفريش الحالي بوادي بواط.[22]

1. الاحتطاب الجائر: يقوم بعض الافراد بقطع الاشجار بغرض المتاجرة بالحطب والفحم. وقدر عمر بعض الاشجار بمئات السنين، وبلغت نسبة الاشجار المقطوعة بحوالي 35% من اشجار المنطقة.

## الحياة البرية
يوجد في الفريش الكثير من الحيوانات البرية بعضها انقرض والاخر مازال موجودا ولكن بأعداد قليله ومنها:
- الحيوانات الموجودة:

الارانب - القنافذ - الوبر - الثعالب - الذئاب - الضباع وانواع مختلفة أخرى من الزواحف.
الطبور:
الطيور الموجودة في منطقة الفريش فهي أما طيور موسميه أو مستوطنه وقد تختلف اسمائها من منطقة لآخرى:
• القماري(الدباليج) • الحجل • الرهو • الوز (أبو دوم) • الغرانيق • الصقور • الهدهد(ابوقابر) • النغري • النهس • أبوالجنيزي (ابوعزيز) الحيمروه • أحمرظهرة • طائر الدخل (الدسيس) • القوقص • اسيود رآس • احيمر رآس. • الرهيدن. • الشولة. • الشريشرة • القطاط • القمري الدبيسي • أبوعلآ (أبا العلا / صبري / صرد / حمامي). • أبو قبوع • البلنص • اليحموم • الغراب
- الحيوانات المنقرضة:

الظبي - الغزال - النمر العربي

## النباتات والاشجار
- الحُمَّيْض
- الحوّا (تشديد الواو)
- خزامى
- الربلة والمنتشر بكثرة في تلك المنطقة
- العتر
- العشرق
- الحرمل
- شجر البشام
- شجر السيال
- شجر السمر.
- شجر العوشز.
- شجر التنضب.

## المساجد
- جامع مرا (الفريش)
- جامع الفريش الفريش
- مسجد عمران شليه الرحيلي (الفريش)
- مسجد حامد مبارك الرحيلي (الفريش)
- مسجد جايد جودالله الرحيلي (الفريش)
- مسجد صالح حميد المحمدي (الفريش)
- مسجد ناجي مثيب الرحيلي (الفريش)
- مسجد نفاع نافع الصاعدي (الفريش)
- مسجد غازي مفلح الصيفي (الفريش)
- مسجد محمد دبيان العوفي الفريش
- مسجد سليم سالم الصاعدي (الفريش)

مساجد أخرى قريبة
- جامع صلاح خضر (ملل)
- جامع مقبول المغذوي (ملل)
- مسجد رزيق عوجه المغذوي (وادي ملل)
- مسجد حميدان سعيد المغذوي (ملل)
- مسجد صالح عايد اللقماني (السياله)
- مسجد صالح عامر الأحمدي (سفى)

## مركز الفريش
والفريش مركز إداري يقع غرب محافظة المدينة المنورة،على بعد حوالي 40 كم على طريق (المدينة المنورة/ ينبع)، ويضم المركز 33 قرية ومن أهم القرى التابعة لمركز الفريش الفقرة والجفر وملل والسدارة وحزرة والفقارة.
رئيس المركز:
يرأس مركز الفريش /  ياسر بن ناجي العقيلي
عدد سكان المركز:
يبلغ عدد سكان مركز الفريش 20,000 نسمة، وتمثل حوالي 17,1% من إجمالي سكان القرى، وتبلغ الكثافة العامة حوالي 8,5 شخص/كم2,
المساحة:
تبلغ مساحة المركز حوالي 1837,7 كم2، وتمثل حوالي 7,3% من إجمالي مساحة منطقة المدينة المنورة.
التكوين الجيولوجي لمركز الفريش:
يظهر به الصخور المتطابقة شديدة الطي والتصدع، وتظهر بعض الجيوب الصغيرة من تكوينات المتداخلات النارية المتقدمة في العمر على الحدود الشمالية والجنوبية للمركز. وتغلب البروزات الصخرية (الجبال) على تكوينات التربة، والتي تنتشر من الشمال إلى الجنوب ومن الشرق إلى الغرب ومن أهم تلك المرتفعات جبال الفقرة حيث يتوافر به إمكانات سياحية نظراً لانخفاض درجات الحرارة بها في فصل الصيف عن المدن والمناطق المجاورة وتمثل مساحة المناطق الجبلية حوالي 67,6% من المساحة الإجمالية للمركز.
الانشطة الاقتصادية بالمركز:
تعتبر أنشطة الزراعة والرعي وخدمات الطرق من أهم الانشطة الاقتصادية بالمركز، علما بأن النشاط السياحي سوف يلعب دوراً رئيساً في تنمية المركز بعد تطوير منطقة جبال الفقرة.
المواصلات بالمركز:
يخترق المركز طريق (المدينة المنورة/ينبع) بطول حوالي 65كم، أما الطرق الداخلية فجميعها ترابية وغير ممهدة، وتبلغ مساحة الطرق المرصوفة والترابية نحو 3 كم2، تمثل الطرق الترابية منها نحو 62,1%، وتتسم الطرق بالتعرج والميول الحادة نظراً لطبيعة المركز الجبلية.
المياة والصرف الصحي بالمركز: 
يتغذى مركز الفريش بمياه الشرب بنقل مياه التحلية بالوايتات من مآخذ أنابيب التحلية التي تمر بالمركز من ينبع إلى المدينة المنورة. ويتم التخلص من مياه الصرف الصحي من خلال البيارات ذات القاع المفتوح والتي يتم نزحها بالجهود الذاتية. أما المخلفات الصلبة يتم جمعها يومياً والتخلص منها بالطمر الصحي في مرامي تابعة للمركز.
 المعالم السياحية في مركز الفريش
- جبال الفقرة (بكسر الفاء وتسكين القاف وفتح الراء):

وتعتبر من أهم المصايف لسكان المدينة المنورة وينبع وما جاورها وأشهر منتزه بري، لما تتميز بها مرتفعاتها بأجواء باردة أثناء فصل الصيف وتعانق الغيوم مرتفعاتها في وقت الأمطار وذلك بسبب ارتفاعها 2100م تقريباً عن مستوى سطح البحر. ويوجد فيها مزارع ونخيل وومناحل تنتج أجود أنواع العسل، مما يؤهلها لأن تصبح مركز استقطاب للسياحة الوطنية. وهي تبعد 80 كلم تقريباًعن المدينة المنورة، وهي ديار قبيلة الأحامدة من حرب.

## وصلات خارجية
- منطقة المدينة المنورة